# Orinoquía
Orinoquía je označení pro východní část Kolumbie, která leží v povodí řeky Orinoko. Zaujímá území departementů Meta, Arauca, Casanare, Vichada a částečně také Guainía, největšími městy jsou Villavicencio, Arauca a Yopal. Orinoko zde vytváří přirozenou státní hranici mezi Kolumbií a Venezuelou, kolumbijským územím protékají jeho levostranné přítoky, z nichž nejvýznamnější jsou Guaviare, Tomo, Meta a Arauca.
Většinu území zaujímají travnaté sezónně zaplavované roviny zvané llanos, Orinoquía bývá proto nazývána také Llanos orientales (Východní pláně). Na jihozápadě se pohoří Serranía de la Macarena zvedá do nadmořské výšky až 2615 metrů. Ekonomika regionu je založena převážně na chovu hovězího dobytka a pěstování rýže a banánovníku, v Caño Limón se také těží ropa. Místní obyvatelé se vyznačují svérázným folklorem, k němuž patří charakteristický tanec joropo. Na území Orinoquíe se nacházejí národní park Serranía de Chiribiquete, národní park El Tuparro a národní park El Cocuy, ke zdejší fauně patří kapybara, anakonda velká nebo ibis rudý.